# Йохан I (Мекленбург)
Йохан I Теолог фон Мекленбург (на немски: Johann I, Herr zu Mecklenburg, der Theologe; * ок. 1211; † 1 август 1264) е от 1234 до 1264 г. княз на Мекленбург.
Той е най-възрастният син на княз Хайнрих Борвин II († 1226) и съпругата му Кристина от Швеция († 1248), дъщеря на крал Сверкер II от Швеция.
Той управлява Мекленбург до 1234 г. заедно с братята си. След подялбата на Мекленбург Йохан получава Мекленбург. Братята му стават: Николаус I (1227 – 1277), господар на Верле, Хайнрих Борвин III (1227 – 1277), господар на Росток и на Прибислав I (1224 – 1270), господар на Пархим-Рихенберг.
През 1227 г. чрез битка при Борнхеведе той освобождава Мекленбург от сюзеренитета на Дания. Той помага на църквата и населяването на германци в Мекленбург. През 1262 г. сключва съюз с Велфите против Дания.

## Фамилия
Йохан I се жени през 1229 г. за Луитгард фон Хенеберг (* 1210; † 14 юни 1267), дъщеря на граф Попо VII фон Хенеберг(† 1245), бургграф на Вюрцбург, и първата му съпруга Елизабет фон Вилдберг († 1220). Те имат децата:
- Хайнрих I († 1302), наричан „Пилигрим“, „Поклоник“
- Албрехт I († 1265), сърегент от 1264/1265
- Елизабет († ок. 1280), омъжена ок. 1250 г. за граф Герхард I фон Холщайн-Итцехое (* 1232, † 1290)
- Николаус III († 1289/1290), каноник в Любек, сърегент от 1264 до 1289
- Попо († 1264)
- Йохан II († 1299), сърегент от 1264 до 1299
- Херман († 1273), каноник в катедралата Шверин 1265